# Ioannes Skylitzes

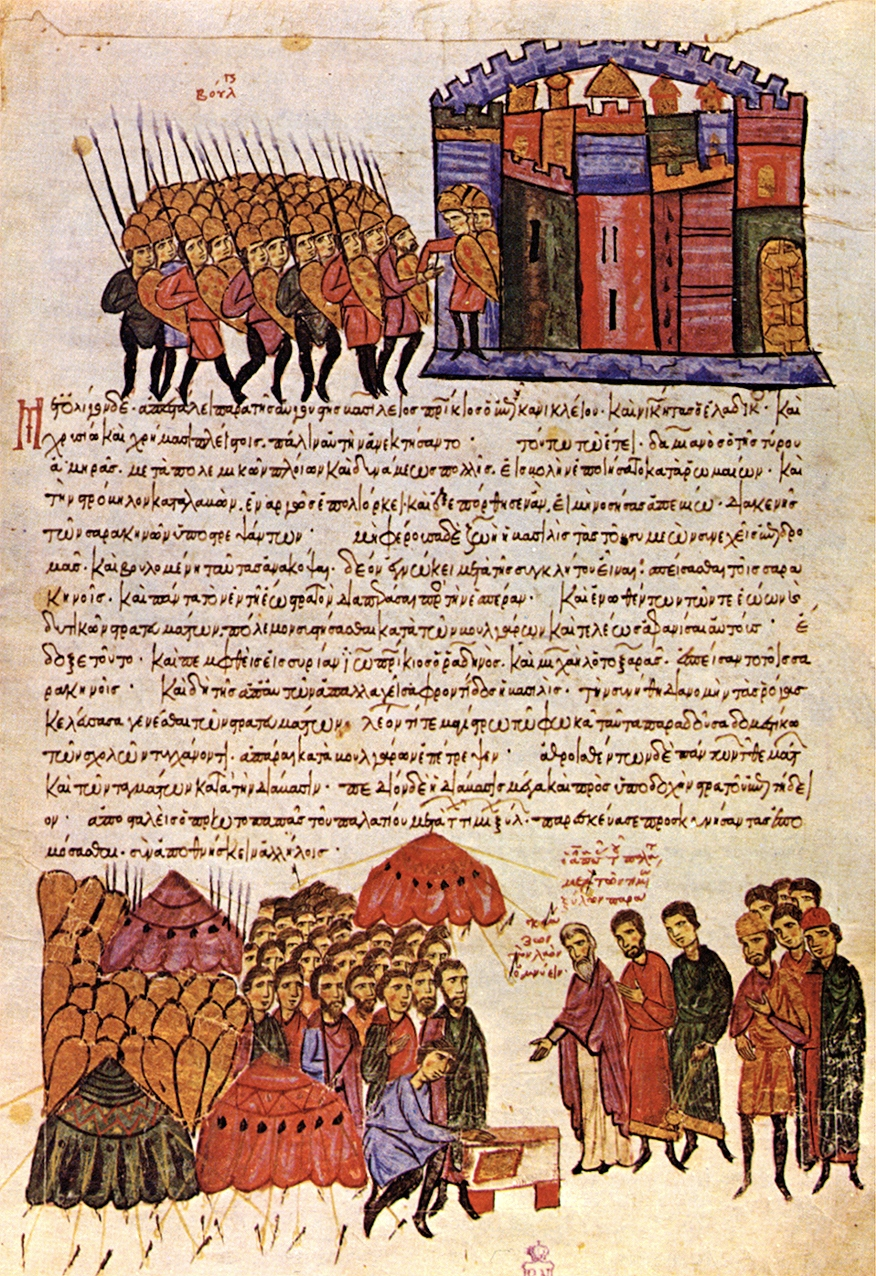
Výjev z kroniky - car Symeon roku 914 dobývá Adrianopol a zajímá před bitvou byzantské vojáky

Ioannes Skylitzes byl vysoký byzantský vojenský hodnostář a historik, tvořící ve druhé polovině 11. století. Ve svém díle Σύνοψις Ἱστοριῶν (Synopsis historión – Přehledné dějiny) navázal na kroniku Theofana Homologeta, přičemž zachytil období mezi léty 811 až 1057. Jeho práce je tematicky řazena podle vlády jednotlivých panovníků. Pokoušel se dosáhnout objektivního, co možná nejúplnějšího a přehledného popisu historických událostí v duchu kritické historiografie, přestože vytčených cílů nedokázal vždy dosáhnout. Značná část jeho díla byla opsána v soudobé kronice mniha Georgia Kedrena. Z dochovaných rukopisů je nejvýznamnější pravděpodobně rukopis madridský, vytvořený na Sicílii ve 12. století, obsahující 574 ilustrací. Je to zároveň jediná byzantská iluminovaná kronika v řečtině, která se dodnes zachovala a představuje tak nedocenitelný pramen pro zhotovování obrazů v tehdejší Byzanci.